# Ponometia tripartita
Ponometia tripartita là một loài bướm đêm trong họ Noctuidae.